# بوش‌نل (فلوریدا)
بوش‌نل (به انگلیسی: Bushnell) شهری در شهرستان سامتر ایالت فلوریدا است که در سال ۱۹۱۱ بنیان‌گذاری شده‌است. این شهر طبق سرشماری سال ۲۰۱۰ میلادی، ۲٬۴۱۸ نفر جمعیت داشته و مساحت آن نیز ۶٫۱ کیلومتر مربع است.